# Project for the New American Century
Het Project for the New American Century (PNAC, Project voor de Nieuwe Amerikaanse Eeuw) is een Amerikaanse, neoconservatieve denktank. PNAC werd in 1997 opgericht door het New Citizenship Project als een organisatie die zich het wereldwijde Amerikaanse leiderschap tot doel stelt. Leden van het PNAC waren goed vertegenwoordigd in de Amerikaanse regeringen onder George W. Bush.
Op 20 mei 2008 werd de website van het PNAC gesloten.

## Kernpunten
PNAC draagt de volgende kernpunten uit:
- Amerikaans leiderschap is goed voor zowel Amerika als de rest van de wereld;
- Zulk leiderschap vereist militaire kracht, diplomatieke energie en overtuiging aan morele principes;
- Te weinig leiders maken zich tegenwoordig sterk voor wereldwijd leiderschap.

De inleiding van het PNAC-rapport "Rebuilding America's Defenses" (2000) noemt vier militaire kerndoelen:
- Het Amerikaanse thuisland beschermen;
- Tegelijkertijd meerdere belangrijke oorlogen overtuigend kunnen winnen;
- Politietaken uitvoeren;
- Hervorming van de krijgsmacht.

## Algemeen
Het PNAC wordt door velen buiten de Verenigde Staten als omstreden gezien. Een belangrijk deel van de kritiek is dat het project militaire en economische overheersing van land, ruimte en cyberspace door de Verenigde Staten lijkt voor te staan, ofwel Amerikaanse wereldzakenoverheersing (Pax Americana). Hierbij past de term "the New American Century", gebaseerd op het idee dat de 20e eeuw de Amerikaanse Eeuw was. Analisten debatteren of de Irakoorlog, die in maart 2003 onder de codenaam Operation Iraqi Freedom (Operatie Iraakse Vrijheid) is begonnen, de eerste belangrijkste stap naar het uitvoeren van deze doelstellingen is.
Het PNAC lobbyt actief voor zijn denkbeelden, niet alleen in de V.S. maar ook bij bevriende buitenlandse politici (de trans-Atlantische as). Zo verschaft de organisatie deze politici korte samenvattingen van omvangrijke politieke concepten die in een aktetas passen, de zogenaamde brief test case.

## Oprichters en leden
Onder de vijfentwintig oprichters van PNAC bevonden zich onder meer de volgende mensen:
- Jeb Bush, later gouverneur van de staat Florida
- Dick Cheney, vicepresident onder George W. Bush
- Steve Forbes, kapitaalkrachtig directeur en redacteur van Forbes Magazine
- Francis Fukuyama, hoogleraar politicologie
- Donald Kagan, hoogleraar geschiedenis
- William Kristol, anno 2004 voorzitter
- Lewis Libby, Pentagonmedewerker, later stafchef van vicepresident Dick Cheney
- Dan Quayle, vicepresident onder president George H.W. Bush
- Donald Rumsfeld, Minister van Defensie (Secretary of Defense) onder George W. Bush
- Paul Wolfowitz, adviseur van president George W. Bush en van 1 juni 2005 tot 30 juni 2007 president van de Wereldbank
- Aaron Friedberg

Andere bekende leden zijn:
- George Weigel, publicist en een katholiek theoloog
- Richard Perle
- Zalmay Khalilzad

## Sponsoring
Het PNAC wordt financieel gesteund door onder meer Bradley Foundation, John M. Olin Foundation en Scaife Foundations (Sarah Mellon Scaife Foundation).

## Reacties
- Een van de reacties op het PNAC is het "Brussels Tribunaal", opgericht onder andere door Lieven De Cauter.
- Onder andere de redactie van From the Wilderness meent dat het PNAC een blauwdruk levert voor het met onwettige middelen veroveren van de wereld. Zij meent dat de aanslagen op 11 september expres toegelaten zijn door personen binnen de regering met het oog op de verovering van Afghanistan, Irak, Iran en de uitholling van de burgerrechten en vrijheid in Amerika.